# Hans Sotin
Hans Sotin (Dortmund, 10 settembre 1939) è un basso tedesco.

## Carriera
Dopo gli studi alla Hochschule di Dortmund debutta nel 1962 ad Essen nel ruolo del commissario nel Cavaliere della rosa di Richard Strauss.
Nel 1964 entra come stabile nell'organico dello Staatsoper di Amburgo dove, sull'onda dell'apprezzamento per le sue esibizioni nel Flauto Magico di Mozart e nel Tannhauser di Wagner nei festival di Glyndenbourne e di Bayreuth,  dal 1973 diviene primo basso. Particolarmente apprezzato nel repertorio wagneriano è considerato uno dei massimi bassi tedeschi.
Dal 1992 insegna a Colonia (Germania).
Si è ritirato dalle scene nel 2012 dopo la sua esibizione al Festival wagneriano di Wels.

## Discografia
- Beethoven, Fidelio - Bernstein/Janowitz/Kollo/Popp, 1978 Deutsche Grammophon
- Haydn: Mass in C "Missa in Tempore Belli" - Judith Blegen/Brigitte Fassbaender/Claes-Håkon Ahnsjö/Hans Sotin/Elmar Schloter/Werner Thomas/Chor des Bayerischen Rundfunks/Wolfgang Seeliger/Bavarian Radio Symphony Orchestra/Leonard Bernstein, 1996 Philips
- Mahler: Symphony No. 8 - Klaus Tennstedt/London Philharmonic Orchestra & Choir/London Symphony Chorus, 2004 LPO
- Mozart: Così fan tutte - Otto Klemperer/Luigi Alva/Margaret Price/Lucia Popp, 1972 EMI Warner
- Rossini: Stabat Mater - London Symphony Orchestra/Luciano Pavarotti/István Kertész/Pilar Lorengar/Yvonne Minton, 1971 Decca
- Stravinsky: Oedipus Rex - Anne Sofie von Otter/Esa-Pekka Salonen/Swedish Radio Chorus & Symphony Orchestra, 1992 Sony BMG
- Verdi: Aida - Erich Leinsdorf/London Symphony Orchestra/Plácido Domingo/Grace Bumbry/Leontyne Price/Ruggero Raimondi/Sherrill Milnes, 1971 BMG RCA
- Wagner, Lohengrin - Solti/Domingo/Norman/Sotin, 1986 Decca - Grammy Award for Best Opera Recording 1989
- Wagner, Olandese volante - Sinopoli/Weikl/Studer/Domingo, 1998 Deutsche Grammophon
- Wagner: Parsifal - Peter Hoffmann/Simon Estes/Hans Sotin/Waltraud Meier/Chor & Orchester der Bayreuther Festspiele/James Levine, 1987 Philips
- Wagner, Tannhäuser - Solti/Sotin/Kollo/Dernesch, 1970 Decca
- Wagner, Tannhäuser - Gerdes/Nilsson/Fischer D./Adam, 1968 Deutsche Grammophon

## DVD
- Beethoven, Fidelio - Bernstein/Janowitz/Kollo/Popp, 1978 Deutsche Grammophon
- Beethoven: Fidelio (Hamburg State Opera, 1968) - Anja Silja/Lucia Popp/Hans Sotin/Leopold Ludwig, Arthaus Musik
- Berg: Wozzeck (Hamburg State Opera, 1970) - Toni Blankenheim/Hans Sotin/Kurt Moll/Sena Jurinac/Bruno Maderna, Arthaus Musik
- Lortzing: Zar und Zimmermann (Hamburg State Opera, 1969) - Hans Sotin/Lucia Popp/Charles Mackerras, Arthaus Musik
- Mozart: Die Zauberflote (Hamburg State Opera, 1971) - Hans Sotin/Nicolai Gedda/Dietrich Fischer-Dieskau/Cristina Deutekom/Edith Mathis/Kurt Moll, regia Sir Peter Ustinov, Arthaus Musik
- Penderecki: I diavoli di Loudun (Hamburg State Opera, 1969) - Tatiana Troyanos/Marek Janowski, Arthaus Musik
- Wagner, Parsifal - Stein/Weikl/Salminen/Sotin, 1981 Deutsche Grammophon
- Wagner: Parsifal (Bayreuth Festival, 1998) - Giuseppe Sinopoli, regia Wolfgang Wagner, C Major
- Wagner, Tannhäuser - Davis/Wenkoff/Weikl/Sotin, 1978 Deutsche Grammophon
- Weber: Der Freischutz (Hamburg State Opera, 1968) - Gottlob Frick/Toni Blankenheim/Edith Mathis/Tom Krause/Hans Sotin/Leopold Ludwig, Arthaus Musik